# Polizia di Stato

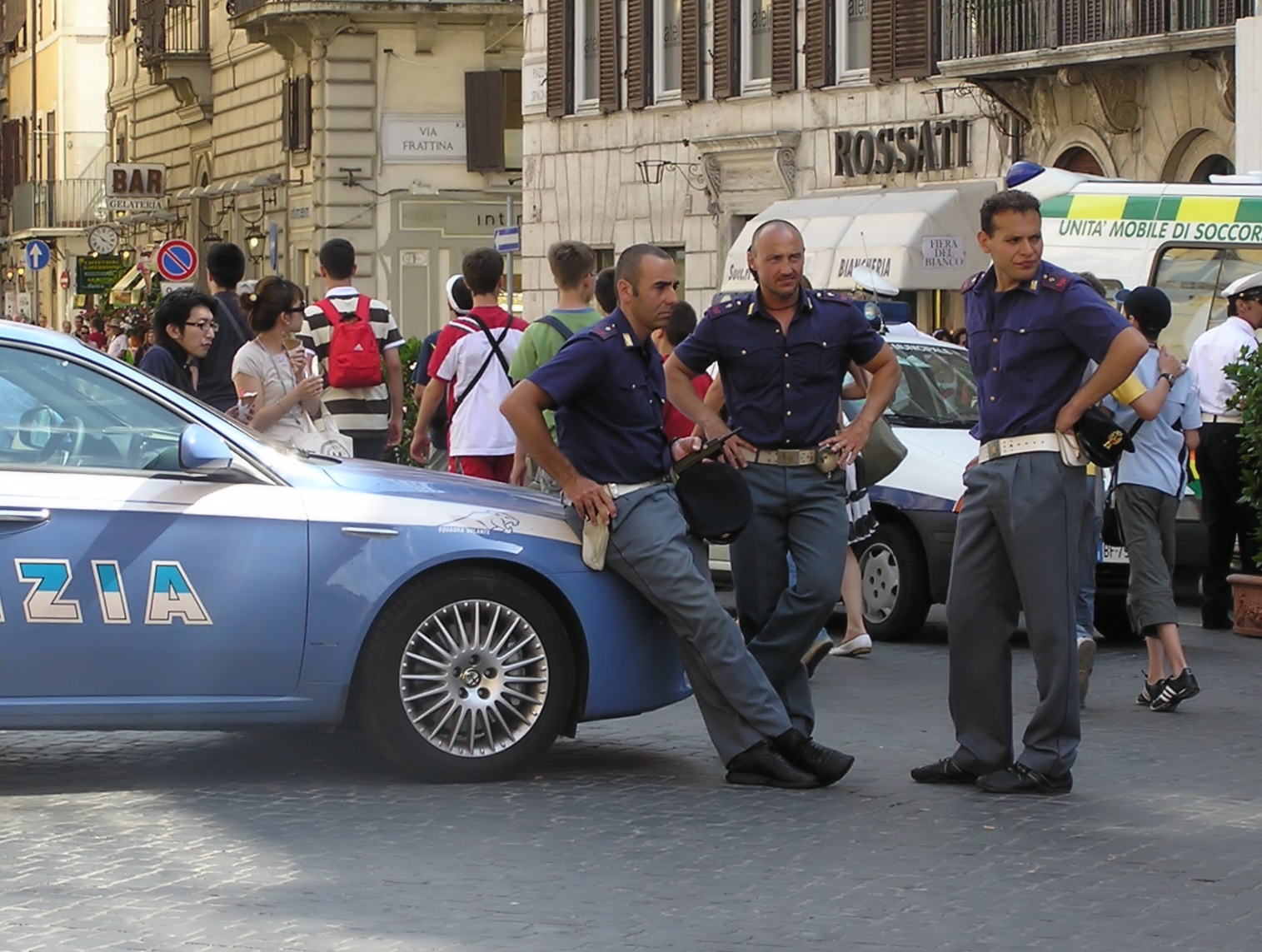
Włoscy policjanci na służbie w Rzymie

Polizia di Stato – jedna z głównych włoskich formacji policyjnych. Obok Carabinieri jest to główna formacja pełniąca typowe obowiązki policyjne we Włoszech, przede wszystkim w miastach i miejscowościach gminnych, a wraz ze swoimi formacjami pomocniczymi odpowiada również za patrole autostradowe (autostrade), kolejowe (ferrovie), lotniska (aeroporti), służby celne (wraz z Guardia di Finanza), a także za niektóre szlaki wodne oraz wspiera lokalne siły policyjne (Polizia Municipale).
Aż do 1981 roku była to formacja wojskowa, kiedy uchwalono Ustawę Państwową nr 121. Spowodowało to przekształcenie Polizia di Stato w służbę cywilną, w przeciwieństwie do pozostałych sił policyjnych Włoch: Arma dei Carabinieri, która jest żandarmerią wojskową oraz Guardia di Finanza, włoskiej policji celnej i granicznej, która również należy do sił zbrojnych.
Polizia di Stato to główna włoska formacja policyjna zajmująca się utrzymaniem bezpieczeństwa publicznego i jako taka jest kierowana bezpośrednio przez Dipartimento della Pubblica Sicurezza (Departament Bezpieczeństwa Publicznego) i działa w interesie porządku publicznego (ordine pubblico). Interpol tak podsumowuje główny cel tej formacji: „Do jej obowiązków należą zadania dochodzeniowe i egzekwowanie prawa oraz zapewnienie bezpieczeństwa sieci autostrad, kolei i dróg wodnych”.